# 麻雀大会
『麻雀大会』（マージャンたいかい）は、1987年12月に日本の光栄から発売されたPC-9801用麻雀ゲーム。
同社は歴史シミュレーションゲームを多数発売しており、本作においても対戦相手は古今東西の歴史上の人物を中心としている。また、対戦相手には本作のプロデューサーであるシブサワ・コウも含まれている。
1989年にはシャノアールが開発した思考ルーチンを使用する形でファミリーコンピュータに移植された他、2004年には携帯電話ゲームとして『Mobile麻雀大会』のタイトルで配信された。その後、2004年にニンテンドーDS、PlayStation Portableにおいて対戦相手が歴史上の人物ではないリメイク版として発売された他、2007年にはWii用ソフトとして『麻雀大会 Wii』のタイトルで発売された。
後に続編となるスーパーファミコン用ソフト『スーパー麻雀大会』（1992年）が発売され、以後シリーズ化された。

## 概要
PC-9801版は、当初1985年5月15日（『蒼き狼と白き牝鹿』の第1作目と同時）発売予定でアナウンスされていたが、2年半にわたり延期を繰り返した末にようやく発売にこぎつけた。1985年当時の雑誌掲載記事によると、開発当初は歴史上の人物が対戦相手ではなく、当時の政治家や芸能人のキャラクターが対戦相手だったようである（掲載された画面写真では、田中角榮、長嶋茂雄、宍戸錠、畑正憲、松下幸之助、中森明菜、松田聖子、大橋巨泉、糸井重里、ジャイアント馬場などが確認できる）。
ゲームは、トーナメント戦の「大会モード」と、任意に対戦相手を選ぶ「雀荘モード」の繰り返しで、所持金が100万円を超えると、「称号」を一つ獲得できる。「称号」は全部で17段階あり、最高称号を目指すのがゲームの目的である。
大会モード
主に賞金を稼ぐモード。雀荘モードで半荘数を重ねると賞金額も上がる仕組みとなっている。プレイヤーを含めた16名が4名ずつに分かれ卓を囲む。各局で2位以内に入ると次の対局に進むことができ、最終局に残った4人で優勝を争う。優勝者を予想する「馬券」を購入することもでき、うまく当たればプレイヤーが途中で負けても結果的に所持金を増やすことができる。
雀荘モード
主に賭け金を稼ぐモード。15人の登場人物から3人を選び、対局を持ち掛ける。相手が対局に応じるかどうかは、所持金、実力差、レート等による。提示できるレートは、ゲーム開始時は点5と点10のみで、所持金が増えるにしたがってより高いレートも提示できる。任意の相手に差しウマを持ち掛けることも可能。

## 登場人物
人物の打ち筋は「光栄ゲーム用語事典」（1989年12月発行）による。光栄の他作品同様、対局中の登場人物のセリフの多彩さが特徴であり、事典でも「セリフだけで1冊本ができてしまうほど」と紹介されている。
- 織田信長 - 最強の雀士。テンパイ即リーチの強気が幸いしてバシバシ上がるし、手も大きい。名古屋弁で話す。当時の光栄のゲームでは『信長の野望』、『信長の野望・全国版』に登場している。
- 武田信玄 - テンパイは早いが、安手狙いで、しかもリーチ嫌いなため、意外と怖さがない。当時の光栄のゲームでは『信長の野望』、『信長の野望・全国版』、『川中島の合戦』に登場している。
- 諸葛亮 - なんとかテンパイまで持っていく打ち方はそつがないが、三色にこだわりすぎるきらいがある。ダジャレや軍師メッセージのようなセリフを話す。当時の光栄のゲームでは『三國志』に登場している。
- ジンギスカン - 強気で短気。テンパイの早さはさすがである。当時の光栄のゲームでは『蒼き狼と白き牝鹿』シリーズに登場している。
- 坂本龍馬 - 強気一辺倒、高め狙いの麻雀を打つ。その分怪我をする確率は高く、浮き沈みが激しい。当時、『維新の嵐』は発売前であり、次回発売作品を予告する形となっていた。
- 西郷隆盛 - 鋭い打ち手ではなく、基本的にはただのタコ突っ張り麻雀なのだが、不思議とアタリ牌をつかまない。
- 勝海舟 - 曲がったことが嫌いなためか、あまりリーチしないが、いざ勝負に出た場合の引きの強さはなかなかのものである。
- ナポレオン - 手を安くしても、とにかく鳴いてテンパイに持っていく根性は立派。当時、『ランペルール』は開発中であり、事典でもそれを匂わす記述がある。
- 伊達政宗 - テンパイ即リーチ、手が安かろうがとことん突っ張るという強引な打ち手である。本作が発売された1987年はNHK大河ドラマ『独眼竜政宗』がヒットしたが、当時の光栄のゲームには登場したことがなく（『信長の野望・全国版』に登場したのは政宗の父である伊達輝宗）、本作がゲーム初登場。
- 聖徳太子 - 他人がリーチをかけるとベタオリし、それでいてガタガタと崩れるようにハコテンになっている。当時の光栄のゲームには登場していないが、光栄は1991年に『聖徳太子の叛乱』（豊田有恒著）を出版している。
- シーザー - 実は麻雀を知らないのかもしれない。頭を3つ作ろうとしているらしい。
- クレオパトラ - 女性3人の中ではおそらく一番強く、ド高め狙いの麻雀をする。自分の子供のことばかり話す。
- 楊貴妃 - まだ麻雀の怖さを知らない初心者ギャル。「読まない、降りない、くじけない」の三拍子を見事にそなえ、当然ハコテンの女王となるが、ツイたときは恐ろしい。
- 小野小町 - 和歌もどきの古文で話すのでセリフは最も意味不明。麻雀自体はおとなしいから怖くない。
- シブサワ・コウ - 勝負強い。手も大きい。カッパギ体勢に入ると止まらない。やたら慣れ慣れしく話しかけてくる。

## 他機種版
| No. | タイトル       | 発売日         | 対応機種                                    | 開発元       | 発売元   | メディア                          | 型式       | 備考                                                                    | Ref.                        |
| --- | -------------- | -------------- | ------------------------------------------- | ------------ | -------- | --------------------------------- | ---------- | ----------------------------------------------------------------------- | --------------------------- |
| 1   | 麻雀大会       | 1989年10月31日 | ファミリーコンピュータ                      | シャノアール | 光栄     | 1メガビット+64キロRAMロムカセット | KOE-IQ     |                                                                         |                             |
| 2   | Mobile麻雀大会 | 2004年3月15日  | FOMA90Xi/70X mova506i/505i/504i （iアプリ） | コーエー     | コーエー | ダウンロード                      | -          |                                                                         | [ 3 ] [ 4 ]                 |
| 3   | Mobile麻雀大会 | 2004年6月16日  | ボーダフォンライブ! （Vアプリ）             | コーエー     | コーエー | ダウンロード                      | -          |                                                                         | [ 5 ]                       |
| 4   | 麻雀大会       | 2004年12月2日  | ニンテンドーDS                              | コーエー     | コーエー | DSカード                          | NTR-P-AMAJ | 対戦相手が歴史上の人物ではない ニンテンドーDS本体と同時発売             | [ 6 ] [ 7 ]                 |
| 5   | 麻雀大会       | 2004年12月22日 | PlayStation Portable                        | コーエー     | コーエー | UMD                               | ULJM-05004 | 対戦相手が歴史上の人物ではない 発売日が12月12日から12月22日に延期された | [ 10 ]                      |
| 6   | 麻雀大会 Wii   | 2007年1月25日  | Wii                                         | コーエー     | コーエー | Wii用12cm光ディスク               | RVL-P-RMJJ | 対戦相手が歴史上の人物ではない                                          | [ 11 ] [ 12 ] [ 13 ] [ 14 ] |
| 7   | 麻雀大会       | 2009年7月30日  | PlayStation Portable (PlayStation Network)  | コーエー     | コーエー | ダウンロード (PlayStation Store)  | -          | PlayStation Portable版の移植                                            |                             |

## 評価
ファミリーコンピュータ版
ゲーム誌『ファミコン通信』の「クロスレビュー」では合計25点（満40点）、ゲーム誌『ファミリーコンピュータMagazine』の読者投票による「ゲーム通信簿」での評価は以下の通りとなっており、18.88点（満30点）となっている。
| 項目 | キャラクタ | 音楽 | 操作性 | 熱中度 | お買得度 | オリジナリティ | 総合  |
| 得点 | 3.37       | 3.16 | 3.15   | 3.27   | 2.80     | 3.13           | 18.88 |

## シリーズ一覧
『麻雀大会III』以降はローンチソフトまたはそれに近い時期に発売されている。
スーパー麻雀大会
1992年発売。スーパーファミコン、PCエンジンSUPER CD-ROM2用ソフト。
麻雀大会II
PC-9800シリーズ用に発売され、1994年にはスーパーファミコンにも移植された。架空キャラクターに代わりシンデレラや赤ずきんちゃん、シャーロックホームズ、シンドバッド等創作作品のキャラクターが登場。また、前作時点では未完成だったランペルールや維新の嵐、三国志Ⅱが完成し作品のBGMが流用されている。
麻雀大会II Special
1996年発売。PlayStation、セガサターン用ソフトで1999年にドリームキャスト、2000年にMicrosoft Windowsにも移植された。対戦キャラクターがポリゴンによる3Dグラフィックとなった。ダウンロード販売版の「麻雀大会II for GAMECITY」（対応OSはWindows 2000/NT4.0 日本語版）および有料ブラウザゲーム版（「my GAMECITY クラシックゲーム館」に収録、2013年3月27日リリース）がある。
麻雀大会III ミレニアムリーグ
2000年発売。PlayStation 2用ソフト。対戦相手が歴史上の人物ではない。
麻雀大会IV
2006年発売。PlayStation 3用ソフト。オンライン対戦に対応している。